# Foxgletsjer
De Foxgletsjer (Engels: Fox glacier, Maori: Te Moeka o Tuawe) ligt in het Nationaal park Westland aan de westkust van het Zuidereiland van Nieuw-Zeeland. De gletsjer kreeg zijn naam in 1872 na een bezoek van de toenmalige minister-president van Nieuw-Zeeland, William Fox. De Foxgletsjer groeide van 1985 tot 2009, waarbij in 2006 de gemiddelde groeisnelheid zelfs een meter per week was. Sinds 2009 trekt hij zich zichtbaar terug. Het totale verval over 13 km bedraagt 2600 meter. De Foxgletsjer is, net zoals de Franz Josefgletsjer, een van de makkelijkst toegankelijke gletsjers in de wereld. De gletsjer mondt uit in de rivier de Fox.